# Newski Prospekt

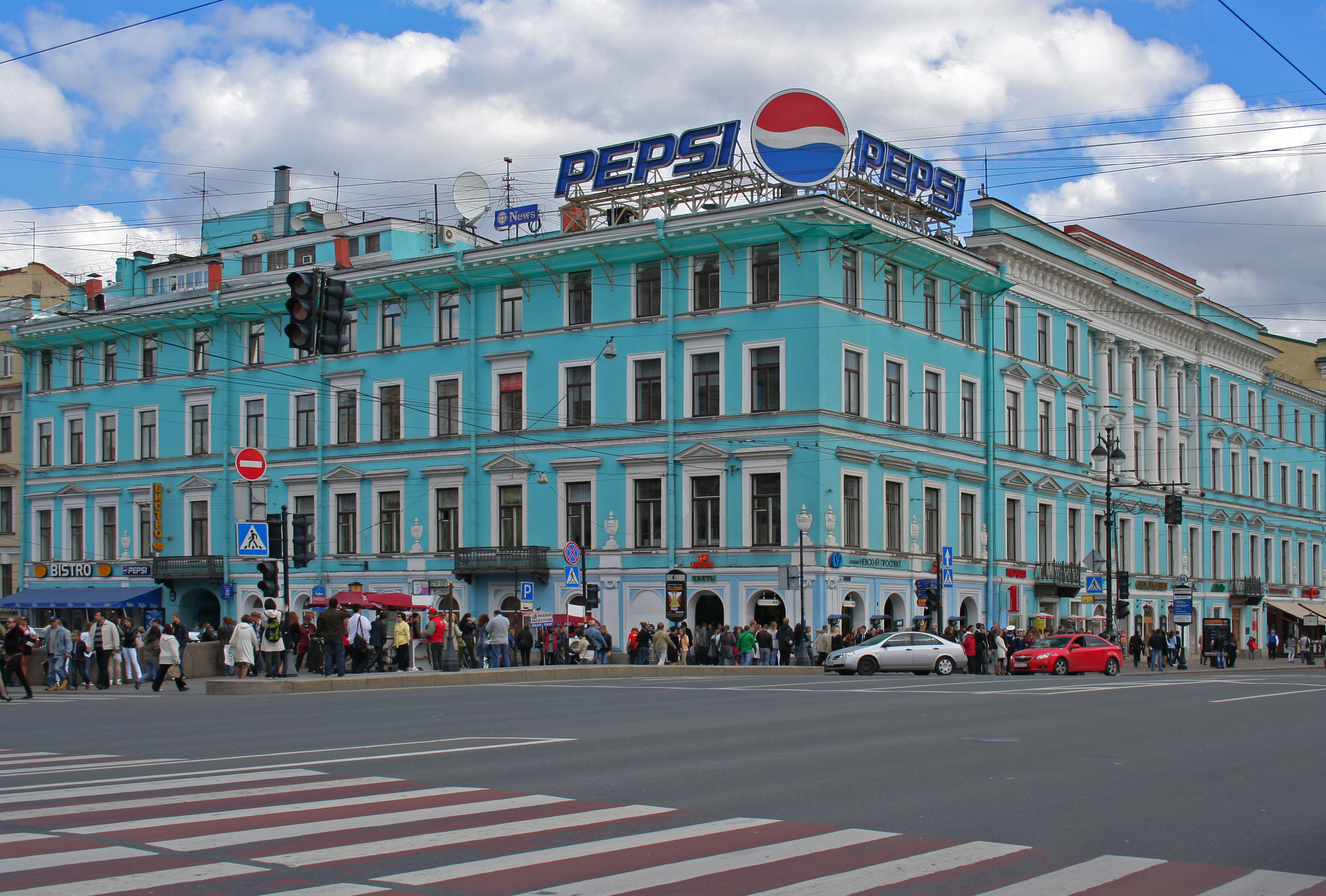
Haus 30 am Newski-Prospekt, in dessen Erdgeschoss sich der westliche Eingang zum U-Bahnhof befindet (Eingang vergrößert dargestellt)

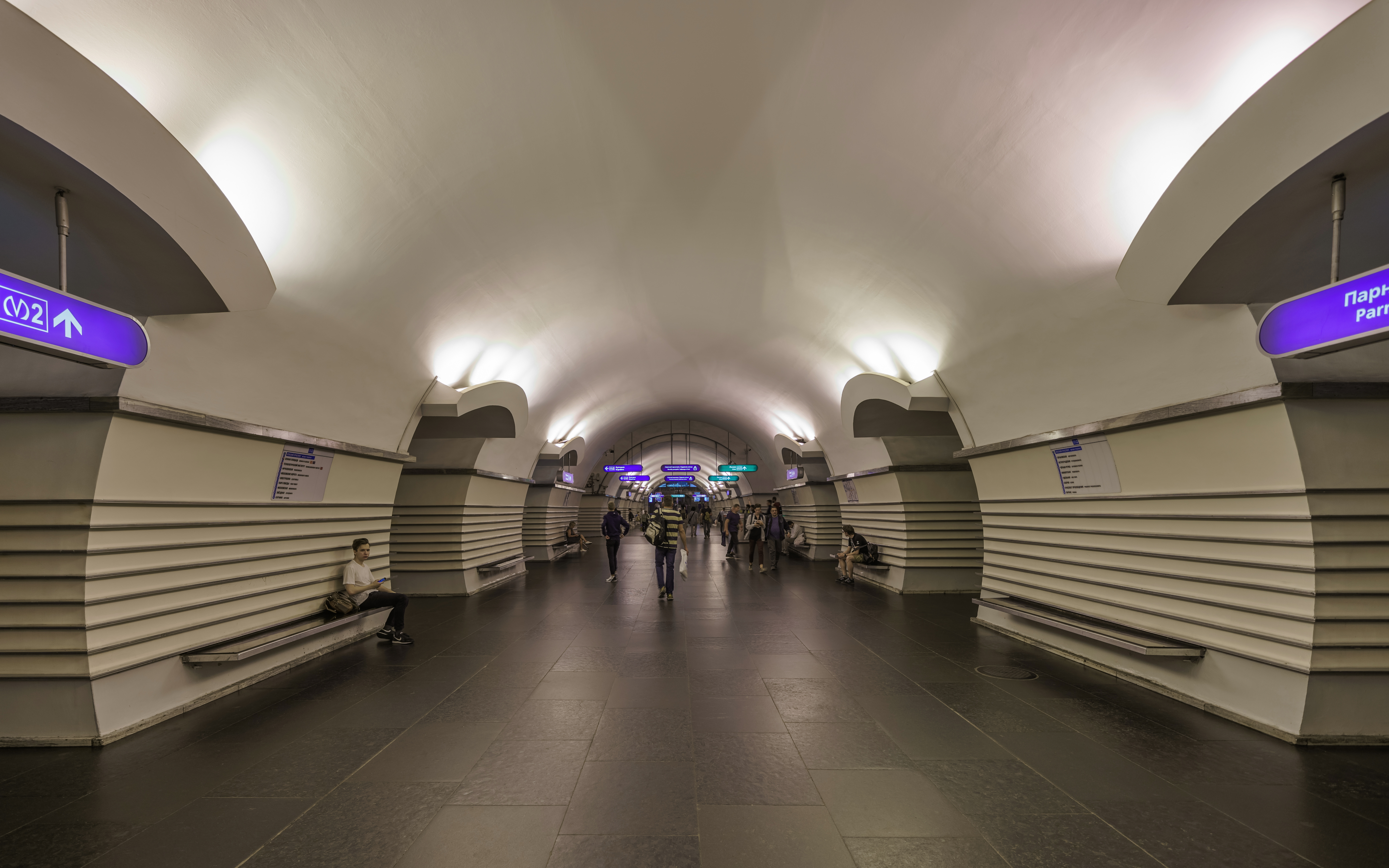
Bahnsteighalle der Station Newski Prospekt

Newski Prospekt (russisch Невский проспект) ist ein U-Bahnhof der Metro Sankt Petersburg an der Linie 2 und ein wichtiger U-Bahn-Umsteigeknoten im Zentrum Sankt Petersburgs.
Der U-Bahnhof, der nach der Straße Newski-Prospekt benannt wurde, unter der er in 63 Metern Tiefe angelegt wurde, ging am 1. Juli 1963 bei der ersten Verlängerung der Linie 2 Richtung Norden in Betrieb.

## Allgemeine Beschreibung
Der U-Bahnhof befindet sich in dem Bereich des Newski-Prospektes, wo dieser den Gribojedow-Kanal kreuzt. Ebenso in unmittelbarer Nähe finden sich die Kasaner Kathedrale, die Ladenpassage Gostiny Dwor, das Haus mit dem Feinkostladen Jelissejew und zahlreiche weitere historische Sehenswürdigkeiten.
Von der Straße aus erreicht man die Station über zwei eigene Zugänge. Der westliche Zugang ist in das vierstöckige spätklassizistische Haus 30 an der Nordseite des Newski-Prospekts an dessen Kreuzung mit dem Ufer des Gribojedow-Kanals eingebaut. Dieser Zugang wurde als gemeinsamer Zugang sowohl zum U-Bahnhof Newski Prospekt als auch zur Station Gostiny Dwor der Linie 3 errichtet, die mit der Station Newski Prospekt durch einen direkten Übergang verbunden ist. Auch wurde der westliche Zugang erst 1967 fertiggestellt, kurz vor der Inbetriebnahme der Station Gostiny Dwor. Von der Schalterhalle, die einen Teil des Erdgeschosses des Hauses 30 einnimmt, gelangt man über die Fahrtreppen in die untere Verteilerebene und von dort zu den beiden U-Bahn-Stationen. Der andere Zugang zum U-Bahnhof, der zeitgleich mit der Fertigstellung des selbigen eröffnet wurde, erfolgt nicht über ein oberirdisches Vestibül, sondern aus einer verzweigten Fußgängerunterführung unter dem Newski-Prospekt in Höhe des Gostiny Dwor. Hier erreicht man den U-Bahnhof über eine lange Fahrtreppe aus der Schalterhalle sowie eine kurze Treppe zwischen der unteren Zwischenebene und dem Bahnsteig.

## Architektur
Die Station wurde vom architektonischen Grundaufbau her – eine von Pylonenreihen gestützte Bahnsteighalle – zwar an die 1955 eröffneten U-Bahnhöfe angelehnt, allerdings weit weniger aufwändig dekoriert. Die etwas zum Gewölbe hin gebogenen Pylonen weisen, wie auch die Außenwände und die Gewölbedecke, einen einfachen weißen Anstrich auf; das einzige originelle Detail in der Ausgestaltung der Bahnsteighalle sind die polierten Aluminiumgesimse an den Pylonen. Die Außenwände über den beiden Gleisbetten, bis 2006 noch mit Glaskacheln verkleidet, schmücken sich nun mit neueren dunkelroten Fliesen. Die Fußbodenverkleidung ist in grauem Granit ohne Muster ausgeführt.

## Besonderheiten
Die Tatsache, dass der U-Bahnhof Newski Prospekt aufgrund seiner zentralen Lage und der Bedeutung als Umsteigebahnhof zu den am stärksten frequentierten Stationen der Petersburger Metro gehört, machte hier eine getrennte Führung der Fahrgastströme beim Umstieg zwischen den beiden U-Bahnhöfen notwendig. Fahrgäste, die von der Linie 2 zur Linie 3 umsteigen wollen, müssen bis zum nördlichen Ende der Bahnsteighalle laufen und gelangen von dort nach rechts über kurze Fahrtreppen zur Station Gostiny Dwor, wobei die nach links führenden Fahrtreppen ebendort den U-Bahnhof Newski Prospekt mit seinem westlichen Vestibül am Gribojedow-Kanal verbinden. Ein abweichender Weg ist für diejenigen Fahrgäste vorgesehen, die umgekehrt von der Linie 3 zur Linie 2 wollen. Diese gelangen über einen Übergangstunnel sowie anschließende Treppe über den Gleisen in den mittleren Bereich des Newski-Prospekt-Bahnsteigs. Die automatischen Zugangsschranken, die dort aufgestellt sind, lassen nur Fahrgäste aus Richtung Gostiny Dwor durch, womit sichergestellt wird, dass Umsteigende von der Linie 2 zur Linie 3 auch nur den entsprechenden separaten Weg benutzen und sich die entgegengesetzten Fahrgastströme nicht in die Quere kommen.
Eine weitere Besonderheit des U-Bahnhofs ist sein in eine Fußgängerunterführung unter dem Newski-Prospekt integrierter Zugang. Die Praxis, U-Bahn-Eingänge in Fußgängertunneln zu bauen, ist zwar etwa in Moskau üblich, in Petersburg hingegen, wo es überhaupt nur wenige unterirdische Fußgängerüberwege gibt, eine absolute Ausnahme. Die Unterführung unter dem Newski-Prospekt war seinerzeit auch die erste ihrer Art im damaligen Leningrad.